# Tabou alimentaire
Pour les articles homonymes, voir Tabou (homonymie).
Un tabou alimentaire désigne un interdit culturel ou religieux portant sur un aliment, de facto le plus souvent sur des aliments d'origine animale.

## Justification et relativité des tabous alimentaires
Des tabous alimentaires existent, à des degrés divers, dans toutes les cultures. Il est évident que la nourriture, élément fondamental à la subsistance de l'homme (comme des autres êtres vivants), est un domaine où la distinction entre le permis et l'interdit, le pur et l'impur, est fondamentale, pour des raisons sanitaires, morales ou symboliques. Ivan Illich distingue deux niveaux de tabous : l'interdit et l'impensable.
Toutefois, l'étendue de leurs domaines varie selon les pays, les religions voire les milieux sociaux des populations concernées ; tel aliment sera considéré comme tout à fait acceptable voire excellent dans certaines sociétés, et répugnant dans d'autres. Mais les tabous peuvent aussi varier à l'intérieur d'une même culture : ainsi en France, la consommation de la viande de cheval est appréciée de certains et combattue par d'autres.
Les tabous peuvent avoir plusieurs justifications : religieuses, sanitaires, morales, psychologiques et affectives. Ces diverses justifications peuvent se mélanger. Par exemple, l'interdiction de la viande de porc dans l'islam, prescription religieuse, peut s'analyser comme une justification ou rationalisation a posteriori de pratiques d'élevage dictées par les conditions naturelles : le porc est plus difficile à élever dans les contrées sèches car il exige beaucoup d'eau.
Il arrive qu'en cas de circonstances exceptionnelles, les tabous alimentaires soient contournés pour prévenir les risques de famine : par exemple, les Parisiens ont consommé du rat, du chat et même les animaux du zoo durant le siège de 1870.

### Les religions
La majorité des religions prescrivent des interdits alimentaires, plus ou moins sévères et plus ou moins respectés.
Le judaïsme et l'islam décrivent ces interdits d'une manière très précise ; le Lévitique énonce une liste détaillée d'animaux impurs, la tradition musulmane prohibe la consommation de certaines viandes (dont le porc). Par ailleurs, les animaux doivent être abattus rituellement selon les traditions de ces religions, et des interdits supplémentaires s'appliquent parfois (comme le mélange entre le lait et la viande dans la tradition juive orthodoxe).
Le christianisme formule aussi des prescriptions, dont celle de manger « maigre » (sans viande ni graisse animale) les vendredis et pendant le Carême. Quelques mouvements chrétiens pratiquent des régimes alimentaires particuliers tel que le végétarisme chez les adventistes.
Le bouddhisme, l'hindouisme et le jaïnisme encouragent un régime végétarien ; ces principes sont appliqués plus ou moins strictement suivant les pays, les doctrines internes à ces religions, et, en Inde, la position hiérarchique de chaque caste (les interdits étant plus sévères à mesure que la caste est élevée). Chez les hindous, la consommation de certaines viandes est tolérée (mais celui qui en consomme se place dans un statut d'infériorité par rapport à ceux qui sont végétariens), mais en même temps totalement méprisée, que cela soit par la littérature sacrée hindoue, les brâhmanes, les sages, et les ascètes ; la viande de bovin est prohibée pour tous les hindous.
L'animisme comporte aussi des tabous alimentaires : par exemple, les Aborigènes d'Australie ne peuvent manger les animaux de leurs totems.

### La culture
Dans de nombreux pays, le mode de vie des habitants les conduit à refuser de manger la viande de certaines espèces animales, pour des raisons diverses :
- le dégoût qu'elles peuvent inspirer (les serpents et insectes en Occident...)
- inversement, la valeur affective associée à certains animaux (c'est le cas du chien, du chat et parfois du cheval dans les pays occidentaux) ; ces interdits sont souvent repris par la loi (loi Grammont en France, réprimant la cruauté sur les animaux domestiques).
- parfois, le caractère étrange ou inhabituel de certaines espèces (la consommation de poisson est taboue pour certains peuples africains).
- le caractère particulier de l'élevage ou du traitement subi par certains animaux (le gavage des canards pour la production du foie gras).

### Les préoccupations sanitaires
Les animaux (et parfois les végétaux) toxiques ou contaminés (par des virus, vers...) font l'objet de certains tabous culturels ; cette hypothèse est parfois évoquée pour expliquer des tabous d'ordre religieux (ex.: le porc pour les musulmans).
Plus récemment, des crises sanitaires et l'émergence de pathologies comme la célèbre maladie de la vache folle ont réactivé des tabous alimentaires, et le refus de manger certains aliments (par exemple, les abats, les viandes issues de l'élevage industriel voire la viande elle-même) jusqu'au cœur des pays les plus modernes.

### L’écologie
La rareté de certaines espèces (et souvent leur protection par les lois et traités internationaux) conduit de nombreuses personnes à refuser la viande de certaines espèces, et à militer pour l'interdiction de leur consommation dans les pays où elle est encore pratiquée (par exemple à propos de la chasse à la baleine encore pratiquée au Japon et en Norvège).
Le végétarisme s'explique parfois aussi par des considérations écologiques : volonté de diminuer la consommation de produits carnés (les animaux de boucherie sont de grands consommateurs d'énergie) et l'impact de l'élevage sur les milieux naturels (déforestation, surexploitation de l'espace agricole). Ces considérations, qui se développent par exemple en Occident depuis quelques dizaines d'années, sont plus anciennes qu'on le pense, le végétarisme conseillé voire exigé par certaines doctrines religieuses, nées dans des pays où les ressources étaient rares, peut s'expliquer par ces motifs (cas de l'hindouisme, du bouddhisme et du jaïnisme nés en Inde).
Des principes « ascétiques » proches, visant à user avec modération de la nourriture, et donc des ressources naturelles nécessaires à sa production, sont préconisés par d'autres religions (judaïsme, christianisme, etc.) à un degré moins radical que dans ces religions dites « orientales ».

## Principaux tabous alimentaires

### Abats et produits tripiers
Pour un article plus général, voir Triperie.
Bien que faisant partie de la tradition culinaire française et européenne depuis des siècles, les produits tripiers sont souvent dédaignés par le public ; alors qu'il existe de nombreux plats à base de tripes et abats, ceux-ci sont parfois jugés répugnants et finissent dans les aliments pour animaux.
La maladie de la vache folle a accru la suspicion à l'égard de ces produits à la fin des années 1990 (comme de la viande rouge en général).
Depuis quelques années, la filière tripière a réagi et mené des campagnes de promotion de ce patrimoine vivant de la gastronomie française.
Hors d'Europe, les tripes sont consommées en Asie, au Maghreb et en Afrique subsaharienne (en Côte d'Ivoire par exemple).

### Abattage des animaux et préparation des viandes
Pour le judaïsme et l'islam, une viande n'est pure que si l'animal a été abattu en fonction d'un certain rituel, présentant des différences entre les 2 religions. De plus dans le judaïsme, toutes les parties de l'animal ne sont pas autorisées à la consommation, parmi ces interdictions, abats, cervelle, tripes, partie arrière de l'animal ainsi que son sang.
Bien qu'autorisées et encadrées dans la plupart des pays occidentaux, ces formes de mise à mort des animaux sont souvent critiquées,, pour des raisons très diverses, qui peuvent se rejoindre : protection des animaux, problèmes de salubrité, consommation de ces produits sans en avoir connaissance mais aussi xénophobie et rejet des coutumes « étrangères ». La polémique est d'autant plus virulente que les arguments sont repris à des fins politiques ou idéologiques (cf. les déclarations de Brigitte Bardot ou bien le livre d'Azouz Begag dont le titre provocateur Un mouton dans la baignoire fait référence à cette controverse).
Une fois que l'animal est abattu, la préparation de la viande est parfois soumise à des interdits : en particulier, la viande crue est souvent prohibée. Non seulement elle se gâte plus vite que la viande cuite (et peut plus facilement devenir toxique ou infectée), mais elle renvoie à l'animalité (la cuisson de la nourriture distingue symboliquement l'homme de l'animal), et donc à un état inférieur, non civilisé voire impur. À Rome, elle était interdite aux prêtres de Jupiter (flamen dialis).
Dans l'Occident moderne, la chair crue est rarement consommée, sauf pour certains fruits de mer et quelques plats comme le steak tartare ou le carpaccio.
Au Japon, la consommation de poisson cru est usuelle (sushis, sashimis), de même que celle de viandes préparées à la façon des sashimis, de cheval (dite basashi (en)), voire de sanglier. Depuis les années 1980, les sushis de poissons se sont popularisés en Europe et dans les Amériques, où ils sont devenus un plat à la mode.
Les tabous portant sur les viandes crues s'appliquent à plus forte raison sur les animaux vivants.

### Alcool
Le caractère enivrant et potentiellement toxique de l’alcool a provoqué son interdiction partielle ou totale dans plusieurs cultures :
- la consommation d'alcool est interdite par de nombreuses religions et sectes : l'islam, certaines denominations de l'hindouisme, le jaïnisme, le sikhisme, certaines dénominations du bouddhisme, le bahaïsme, certaines Églises chrétiennes (les baptistes et les adventistes[22] par exemple), les mormons interdisent à leurs fidèles la consommation d'alcool.
- aux États-Unis, la vente d'alcool fut interdite (Prohibition) de 1920 à 1933 sous l'influence des ligues de tempérance puritaines.
- la fabrication, la vente et la consommation d'alcool sont interdites, ou très réglementées, dans plusieurs pays à majorité musulmane et la répression des contrevenants est très sévère dans certains (Arabie saoudite[23], Iran[24]…).

### Animaux et aliments d'origine animale
Que ce soient pour des raisons religieuses ou idéologiques, la chair animale et les produits d'origine animale peuvent faire l'objet de tabous. Le végétarisme désigne la non-consommation de chair animale, et le végétalisme y ajoute la non-consommation de produits d'origine animale.

### Animaux vivants
En Occident, il n'est pas de coutume de manger la chair d'animaux vivants, à l'exception de certains fruits de mer (huîtres, bulots, bigorneaux consommés crus).
Dans d'autres pays, manger un animal vivant peut être apprécié (sashimi de poisson ikizukuri au Japon ; des recettes analogues existent en Chine).

### Chair humaine
D'après Freud, le tabou de la chair humaine serait fondamental pour la quasi-totalité des civilisations du monde ; la violation de cet interdit serait considérée comme un crime ou un acte de folie dans ces civilisations. Cependant, les études des ethnologues, l'analyse des textes anciens et les précieux témoignages des voyageurs et explorateurs des siècles passés infirment largement cette vision du fondateur de la psychanalyse.
Le caractère de tabou alimentaire universel est toutefois sujet à discussion. On compte en effet de nombreuses sociétés traditionnelles où la chair humaine est ou a été consommée. La morale occidentale et les études indigénistes, participant de ce que Pascal Bruckner nomme la tyrannie de la pénitence, ont longtemps insisté sur leur rareté et leur caractère rituel, dans le souci de les rendre moins rédhibitoires aux yeux des Occidentaux. Les tenants de cette anthropologie indigéniste et relativiste, postulant le respect de toutes les cultures humaines, rangent commodément la majorité des discours sur le cannibalisme dans la catégorie des stéréotypes colonialistes véhiculés par l'imagerie occidentale du XIXe et du début du XXe siècle. Cette vision est aujourd'hui dépassée par un renouveau de la recherche dans ce domaine qui démontre l'ampleur d'une pratique qui ne consiste pas seulement à manger le corps des ennemis tués au combat (exocannibalisme), ou celui des morts de sa propre communauté (la force du défunt ne se perd pas après la mort, mais est transmise au vivant qui le consomme, endocannibalisme, mais également à chasser l'homme comme du gibier ou à l'« engraisser » en captivité afin de garantir à sa communauté une source en protéines constante, comme chez les Aztèques. Cette pratique existe (ou a existé) dans de très nombreuses civilisations des Amériques, d'Océanie, d'Afrique et de Sibérie, parfois très urbaines (cas des Aztèques), et chez les peuples préhistoriques. L'anthropophagie des Gaulois fait également objet de débats.
Le témoignage de Georges Clemenceau, longtemps « oublié », est très explicite quant au caractère culinaire de cette pratique dans le Congo de la fin du XIXe siècle. D'ailleurs, le futur homme d'État français fait preuve d'une stupéfiante compréhension qui l'absout de tout « préjugé colonial » :
On amène les esclaves sur le marché et celui qui ne peut pas se payer le luxe d'un esclave entier achète seulement un membre qu'il choisit à son goût. S'il choisit le bras, le client fait une marque longitudinale avec une sorte de craie blanche et le propriétaire attend qu'un autre client choisisse un autre bras et lui fasse la même marque. Chacun choisit ainsi les bras, les jambes, la poitrine, etc., et lorsque tous les membres ont été marqués, on coupe tout simplement la tête du pauvre esclave, qui est immédiatement dévoré sur place. Ces scènes sont atroces, mais s'expliquent après tout par la nécessité de satisfaire le plus respectable de tous les besoins : la faim. Et puis, ce sont les mœurs des ancêtres. Quoi de plus vénérable que les traditions de famille ? Tous les jours dans les villages de cette immense Afrique noire, défendue contre la civilisation blanche par un soleil homicide, des scènes analogues se répètent depuis tant de milliers d'années qu'on n'en peut dire le nombre. Les autres continents de la planète, pendant cette interminable durée, ont offert des spectacles sans cesse renouvelés, qui n'ont guère différé que par la forme de ceux dont le récit nous paraît si choquant aujourd'hui. Ce qu'il y a de plus curieux, c'est que nous ayons attendu jusqu’à nos jours pour éprouver cette louable répugnance. Ce qui est surprenant encore, c'est que l'horreur de ces atrocités ne nous révolte vraiment que si nous y sommes étrangers. L'anthropophage a bien des excuses. Quelles leçons leur donnons nous d'ailleurs qui nous permettent de le prendre de si haut avec eux ? .........Nos cannibales pensifs ne comprendront jamais les 30 000 parisiens de la semaine de Mai abattus sans que Gallifet, lui-même, y ait mis la dent.
À la fin du XXe siècle, les risques sanitaires (transmission de maladies à prions) de cette pratique avaient été mis en évidence, avec la découverte de la maladie de Kuru chez une communauté de Papouasie-Nouvelle-Guinée qui pratiquait l'anthropophagie ; cette maladie a ensuite servi de modèle pour étudier la maladie de la vache folle, dont les modes de transmission et les symptômes sont voisins.
Les situations d'urgence extrême peuvent aussi justifier la consommation de chair humaine : cela s'est par exemple produit en 1972, lorsque seize joueurs de rugby à XV rescapés d'un accident d'avion dans les Andes ne durent leur survie qu'à la faculté de manger les cadavres de leurs camarades morts pendant l'accident, l'environnement extrêmement hostile ne procurant aucune autre source de nourriture.
Le cas de la placentophagie doit aussi être relevé : courant dans le monde animal (les femelles de nombreux mammifères, y compris herbivores, mangent le placenta de leurs petits après l'accouchement pour reprendre des forces), il est rare chez les humains pour des raisons culturelles : mais il se pratique en Chine, Océanie, et a des défenseurs jusque dans les pays occidentaux.

### Champignons
Les champignons sont tabous dans certaines cultures, pour plusieurs raisons qui peuvent se compléter :
- ils ne sont ni végétaux ni animaux ;
- ils poussent pendant la nuit ;
- certaines espèces (dont le champignon de Paris) ont un habitat souterrain, et sont associées aux forces obscures voire maléfiques de la terre ;
- ils sont appréciés d'animaux comme le porc ou le chien, eux-mêmes souvent considérés comme impurs (voir aux paragraphes consacrés à ces animaux) ;
- certaines espèces sont hallucinogènes (et se font attribuer des pouvoirs magiques) ou toxiques (nombre de personnes sont — ou seraient — mortes des suites de la consommation de champignons, parfois bien longtemps après leur ingestion, de l'empereur romain Claude aux victimes de l'ergotisme ou « mal des ardents » du Moyen Âge ; la toxicité de certains champignons comme le cortinaire des montagnes ou le gyromitre n'a pu être attestée que récemment par les scientifiques, ce qui augmente le mystère de ces êtres) ;
- les champignons concentrent parfois les métaux lourds et la radioactivité, plus que d'autres organismes vivants (cette crainte s'est répandue depuis l'ère industrielle mais elle existait dans certains savoirs traditionnels, les champignons n'étant pas ramassés dans certaines régions où le sol est naturellement riche en certains éléments : arsenic, mercure).

Pour citer quelques exemples de cet interdit, on peut relever que :
- les champignons étaient interdits pour les premiers adeptes du zoroastrisme[34] ;
- ils sont prohibés pour les dévots de Krishna[réf. nécessaire] ;
- chez plusieurs peuples qui utilisent les champignons hallucinogènes pour des rituels, leur absorption est limitée à certaines personnes (sorciers, chamans[35]) ou à certaines occasions (initiations) ;
- récemment, la consommation de champignons ramassés en Europe de l'Est (Pologne, Biélorussie) mais aussi dans certaines régions françaises (Alpes, Corse, Massif central) survolées par le nuage de Tchernobyl, voire du gibier qui se serait nourri de ces champignons, a été suspectée d'augmenter le risque de cancers, etc.

### Espèces animales

#### Amphibiens et reptiles
La consommation de ces animaux est interdite par le judaïsme et l'islam.
Ailleurs, diverses espèces sont plus ou moins consommées, mais leur consommation est inhabituelle dans certains pays.
Certaines espèces, comme les serpents ou les crapauds, inspirent souvent un sentiment de dégoût (au moins en Occident), qu'ils soient vivants ou morts (ce qui est à l'origine d'une scène parodique fondée sur une « liqueur de crapaud » dans le film Les Bronzés font du ski).
Sur tous les continents, certaines de ces espèces sont appréciées, parfois comme des mets raffinés :
- les grenouilles : si les cuisses de grenouille sont un symbole quelque peu caricatural de la cuisine française pour les étrangers (Anglo-saxons en particulier), elles sont appréciées dans plusieurs pays d'Europe continentale (Suisse, Allemagne[réf. nécessaire], Italie du Nord), au Québec, dans le sud des États-Unis, et en Asie de l'Est. La chair très fine des cuisses est considérée comme proche de la volaille ;
- une espèce de grenouille géante, la goliath, est consommée au Cameroun[36] ;
- les crapauds : le crapaud géant ou mountain chicken est un plat traditionnel de l'île de la Dominique (Antilles)[37],[38], les crapauds sont aussi consommés en Chine[39] ;
- les serpents : ils sont appréciés en Asie de l'Est (où leur commerce est florissant)[39],[40], en Australie (chez les Aborigènes), en Afrique, en Amérique centrale et Amérique du Sud[41], mais aussi aux États-Unis[42] ; jadis, la couleuvre à collier était consommée en Normandie sous le nom d'Anguille de haies[43] ;
- les lézards et varans : ils sont chassés par les Aborigènes d'Australie[44] ;
- les crocodiles et alligators : ils sont chassés -et parfois même élevés- pour la viande sur plusieurs continents : en Afrique, en Asie, en Australie, dans le Sud-Est des États-Unis[45],[46],[47],[48] ; leur viande est importée en Europe[49].

#### Crustacés
La consommation des crustacés est prohibée par le judaïsme, ; de même, plusieurs peuples refusent (ou refusaient) de manger les crabes, en Europe, en Afrique, etc.
Ce tabou peut s'expliquer par l'aspect inhabituel de ces animaux (chez les Juifs, les animaux aquatiques qui ne sont pas des poissons sont interdits), mais aussi par leur comportement et leur régime alimentaire : ces animaux mangent des détritus, des corps en décomposition, tel des charognards — le tabou est proche de celui du porc — et, parfois même, si l'occasion s'en présente, les cadavres humains (jadis le tabou était très fort en Bretagne, pays où les matelots disparaissaient souvent en mer[réf. nécessaire]).

#### Insectes et arachnides

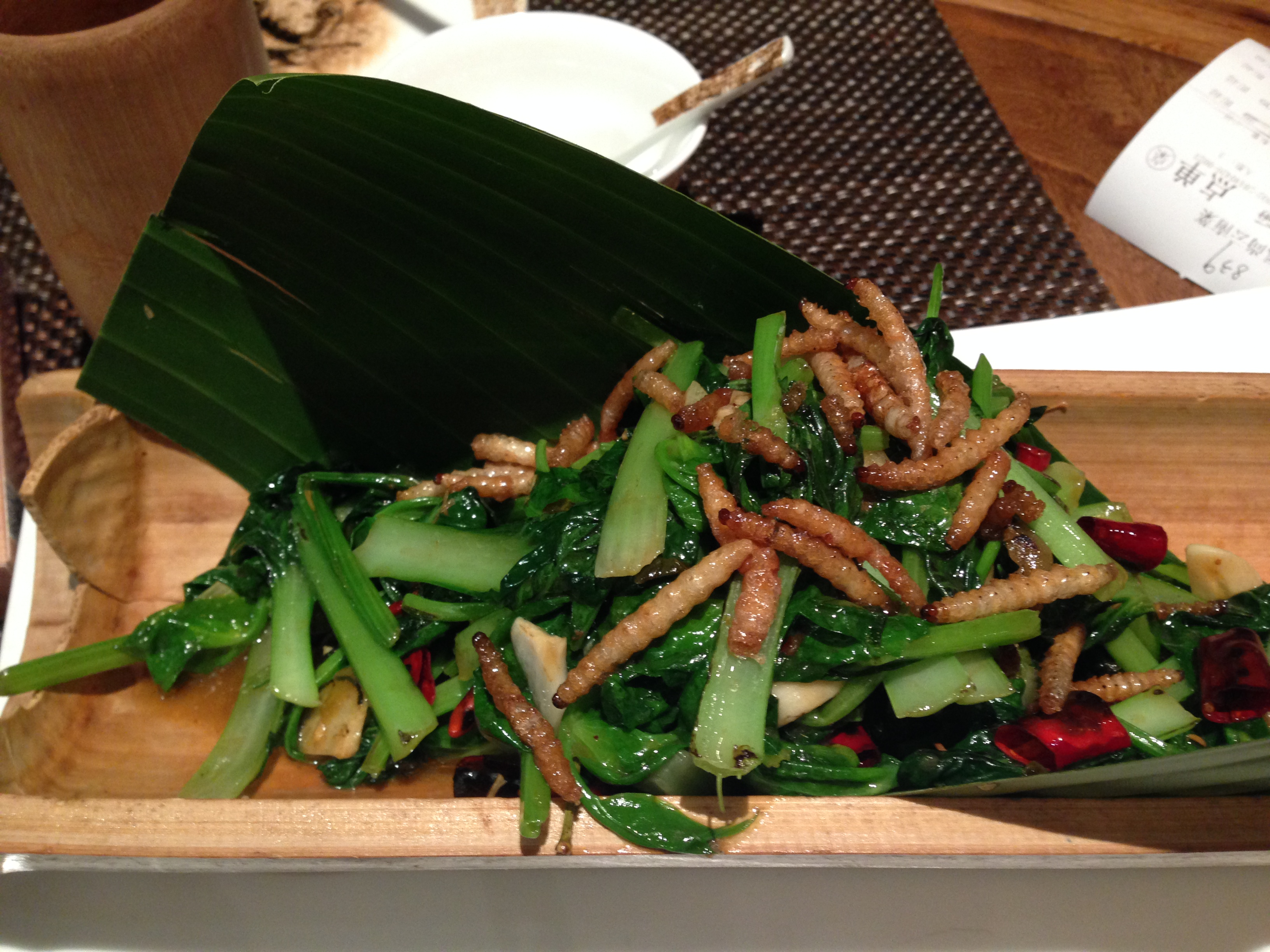
Larves utilisées en cuisine chinoise.

La consommation des arthropodes terrestres paraît répugnante pour la majorité des Occidentaux, ce qui n'est pas le cas de celle des arthropodes aquatiques comme les crevettes ou des crabes.
Dans la religion juive, elle se double d'un interdit exprimé par le Lévitique, à l'exception de certaines sauterelles et certains criquets. L'Évangile rapporte que saint Jean-Baptiste se nourrissait de sauterelles au désert : cet épisode biblique rappelle que, outre la dimension ascétique de la vie des ermites (contraints de se nourrir d'aliments frustes), les sauterelles ont fait partie du régime des peuples du désert depuis des millénaires, et jusqu'à nos jours.
La consommation de sauterelles est aussi reconnue dans la tradition arabo-islamique.
Les Romains auraient mangé des larves de Cossus (coléoptère ou papillon de nuit ?) d'après Pline l'Ancien, repris par Jean-Henri Fabre,.
Au début du XXIe siècle, 36 pays d'Afrique, 29 d'Asie et 23 des Amériques sont habités par des populations qui consomment régulièrement des insectes, de 1400 espèces,.
Selon les pays, de nombreuses espèces d'insectes (et d'arachnides) sont consommées :
- les criquets et sauterelles ;
- les chenilles (dont les vers à soie en Asie) ;
- les larves d'abeille, de capricorne et de certains charançons ;
- les asticots ;
- les punaises (jumiless au Mexique) ;
- les fourmis mellifères ou « pots-à-miel » (en Australie et au Mexique) ;
- les araignées et les scorpions ;
- les mouches pour confectionner le gâteau de mouches.

En Occident, cette pratique est réservée à quelques marginaux ; parmi eux, certains grands entomologistes se sont intéressés à la question, tel Jean-Henri Fabre, et, plus près de nous, le chef cuisinier Bruno Comby dans son livre Délicieux insectes.
L'Insectarium de Montréal a aussi organisé des animations de dégustation d'insectes pour faire connaître au public québécois l'intérêt de cette source de nourriture méconnue. Cette activité est aussi organisée sporadiquement dans certains établissements européens, comme le parc zoologique du Cap Ferrat, près de Nice.
Toutefois, quelques pratiques proches de l’entomophagie existent en Europe :
- les bergers de Corse et Sardaigne apprécient un fromage fermenté et ramolli par l'action de larves des mouches Piophila, que les Sardes désignent sous le nom de casu marzu ; officiellement interdit, il se vend toujours au marché noir ; des équivalents existent sur le continent, en Italie et dans le Sud-Est de la France ;
- la croûte de certains fromages comme la mimolette traditionnelle est affinée grâce aux acariens du fromage, notamment le ciron de la farine.

Et le miel échappe au tabou des insectes généralisé en Occident, il est aussi un aliment pur chez les Juifs (même si le Lévitique interdit d'en offrir en sacrifice),. Dans le monde occidental, seuls les végétaliens (« végans ») s'interdisent de le manger par principe (car il repose sur l'exploitation des abeilles, alors même qu'il est constitué à partir du pollen et du nectar des fleurs).
Tous les insectes ne se consomment pas, certaines espèces sont toxiques ; dans d'autres cas, il est déconseillé de ramasser des insectes dans des lieux fortement pollués (centre des villes, proximité de certaines usines, des grands axes routiers, zones d'agriculture intensive…).
La consommation d'insectes pourrait connaître une renaissance en raison des problèmes de nutrition qui frappent les pays du Tiers Monde. En février 2008, une conférence de la FAO s'est réunie à Chiang Mai (Thaïlande) pour étudier le potentiel nutritionnel des insectes,. Selon l’entomologiste néerlandais Arnold van Huis (en), seuls les préjugés occidentaux écartent les insectes de l’aide humanitaire. Ce potentiel est très intéressant du point de vue de la biodiversité et de l'alternative aux modes d'agriculture et d'élevage proposés aux pays du Tiers Monde, inadaptés aux contextes écologiques, économiques et sociaux qui leur sont propres. Il pourrait atténuer les répercussions de la crise alimentaire actuelle sur toute la planète.

#### Mammifères

##### Âne
La viande d'âne, comme celle de tous les équidés, est interdite par le judaïsme.
En Occident aussi, à l'exception de l'Italie, la viande d'âne n'était consommée que dans des cas exceptionnels, dans les régions les plus pauvres, ou bien en temps de guerre. De nos jours, sa vente est liée à l'essor du tourisme rural et au goût pour le terroir et son folklore, un folklore parfois bien peu authentique et créé de toutes pièces dans un but commercial.
En Italie, au contraire, la viande d'âne est consommée surtout dans les régions septentrionales, où elle est généralement conservée en produisant charcuterie ou utilisée pour faire du ragoût, du rôtissage et des stracotti,.

##### Bovins
Les « vaches sacrées » de l'Inde sont bien connues de tous ; aux yeux d'un hindou, toute vache est le panthéon de tous les dieux, et la consommation de leur chair (et de toute viande bovine) est un tabou très puissant chez les Hindous. Cette croyance intrigue souvent les Occidentaux, surpris de voir d'immenses troupeaux de bovins dans les campagnes et même les villes d'un pays où la population est encore souvent pauvre, et où la sous-alimentation existe encore. Elle se justifie pourtant par plusieurs raisons, qui ont été notamment analysées par l'anthropologue américain Marvin Harris : les bovins produisent une force de travail (utile à l'agriculture et au transport des marchandises et des personnes), du lait, des engrais, combustibles et matériaux de construction (bouses). Les bovins sont indispensables à la paysannerie pauvre, les tuer (même en cas de disette) n'apporterait pas d'avantage économique à celle-ci.
Le tabou du bovin en Inde n'est toutefois pas absolu : les musulmans et les chrétiens en consomment, nombreux dans ce pays.
Un tabou similaire existe chez quelques ethnies, et certains adeptes du bouddhisme en Chine.
En Occident aussi, la crise de la vache folle a provoqué chez certains consommateurs un rejet du bœuf, ou au moins de certaines parties (abats, cervelle…) ; ces inquiétudes ont été relayées par les législateurs des États, de l’Union européenne et les professionnels de la boucherie, qui ont développé des labels destinés à garantir la sécurité et la traçabilité des viandes.
Cas particulier, le tabou de la viande de veau, prohibée par l'hindouisme, est relativement peu fréquent en Occident mais existe chez certains défenseurs des droits des animaux (notamment aux États-Unis et dans les îles Britanniques).

##### Chats
Choquante pour les Occidentaux, la consommation de viande de chat est usuelle dans de nombreux pays :
- en Chine, un plat de chat, serpent et poulet est nommé « Dragon tigre phénix » ; épisodiquement, des cas de vente de plats à base de chat sont signalés en Europe aussi[71] ;
- au Viêt Nam ;
- au Cameroun[72] ;
- au Lesotho.

Parfois, les situations de guerre ou de grande pauvreté poussent les hommes à manger du chat alors qu'ils ne sont pas habitués, notamment en situation de siège : à Paris en 1870, à Leningrad pendant la Seconde Guerre mondiale.
Dans plusieurs pays, la viande de chat est comparée à la viande de lapin ou de lièvre (analogie suscitée par la taille et l'aspect de ces animaux) : des expressions en témoignent (Roof-hare en anglais, Dachhase en allemand : « lièvre des toits »). La comparaison est souvent utilisée dans un sens humoristique, comme dans la chanson Le Tord-boyaux de Pierre Perret, en France et ailleurs (au Brésil, l'expression churrasco de gato, « barbecue de chat », désigne les petits restaurants de viande à la salubrité douteuse).
Un usage récent de la viande de chat est à signaler en Australie, chez des Aborigènes, qui se sont habitués à chasser cet animal depuis qu'il a été introduit par les Anglais. Certains écologistes et scientifiques approuvent cette pratique, étant donné que les chats sont considérés comme une espèce invasive et nuisible pour la faune et les écosystèmes de ce pays.

##### Cheval
La viande de cheval était naguère très populaire en France, elle y garde des adeptes bien qu'elle soit moins consommée actuellement. D'après une étude de l'OFIVAL (Office national interprofessionnel de l'élevage et de ses produits), la consommation de viande de cheval a reculé de 60 % entre 1980 et 2001, 43 % des ménages français interrogés refuseraient d'en manger et le nombre de boucheries chevalines est tombé à 1500, même si la viande de cheval est aussi vendue en supermarché. Mais elle conserve quelques partisans, motivés par ses qualités gustatives ou bien par la protection de races locales, car, si on en croit les professionnels de la filière, sans la boucherie, elles seraient menacées d'extinction faute d'utilité économique ; le cheval est devenu un produit recherché par certains consommateurs exigeants, au même titre que d'autres viandes plus raffinées.
Des scandales sanitaires liés à la contamination de viande de cheval par la trichinellose et la salmonellose ont contribué quelque peu à faire diminuer la consommation, même si l'impact de ces scandales a été mineur comparé à celui de la vache folle; en 2001, en pleine crise de la vache folle, le prix de la viande de cheval avait même dépassé celui du bœuf.  
Le militantisme des associations de protection des animaux peut aussi expliquer le désintérêt pour la viande de cheval, d'autant que cet animal a tendance à être considéré comme un animal « de compagnie » par les Français.
Si les consommateurs français dédaignent le cheval pour d'autres viandes plus attractives, cela n'a rien à voir avec le dégoût unanimement exprimé dans le monde anglo-saxon, où la commercialisation de viande de cheval (y compris dans les pâtées pour animaux domestiques) passe pour un sacrilège.
Sur un plan religieux, certaines croyances prohibent la consommation de cheval (judaïsme et hindouisme en particulier), mais l'attitude chrétienne et musulmane a varié selon les époques :
- la consommation de viande de cheval a été assimilée à une pratique païenne et prohibée par la papauté en 732 (interdiction de Grégoire III) - il s'agissait aussi à l'époque de conserver les chevaux pour lutter contre l'offensive de l'islam -, puis l'interdit est tombé en désuétude au XIXe siècle[75] ; cet interdit avait été appliqué diversement suivant les pays : en Islande, le pape avait d'abord exigé des populations locales devenues chrétiennes qu'elles abandonnent la consommation du cheval (assimilée au paganisme), avant de revenir sur son exigence et de tolérer cette pratique[76].
- la position de l'islam par rapport à la viande de cheval est ambivalente : certains auteurs la considèrent comme halal (permise), d'autres comme haram (interdite) ou bien comme mushbooh (en) (douteuse, donc ni interdite ni conseillée).

La consommation de viande de cheval n'est aucunement une exception française :
- elle était appréciée des peuples méditerranéens et asiatiques de l'Antiquité[77] ;
- elle est aussi consommée en Italie (vers laquelle la France exporte quelques milliers d'animaux chaque année), au Québec[78], en Scandinavie, en Suisse, au Japon (sous forme de sashimis dits basashi)[79]. Toutefois, de nombreux consommateurs au Québec, de tous les groupes ethniques, même parmi les francophones, n'approuvent pas la consommation de viande chevaline, considérant eux aussi le cheval comme un animal de compagnie.

##### Chiens

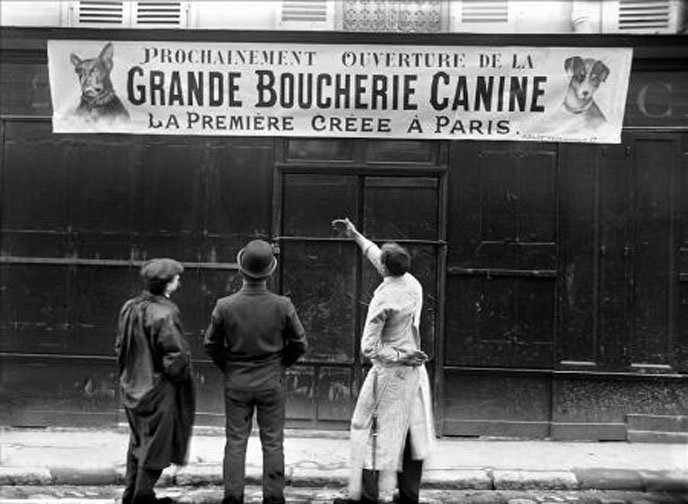
Panneau annonçant l'ouverture prochaine d'une boucherie canine à Paris en 1910.

En dehors des cas exceptionnels (guerre, famine), la consommation de viande de chien relève du domaine culturel. Elle est aujourd'hui majoritairement taboue en Occident, mais faisait partie, au moins occasionnellement, du régime alimentaire des Gaulois, comme l'attestent des découvertes archéologiques,. Au début du XXe siècle, des boucheries canines existaient dans de grandes villes européennes comme Paris. Cette viande est également toujours consommée en Suisse de façon très marginale où aucune loi n'interdit sa consommation dans un cadre privé : si son commerce est interdit en Appenzell, on rencontre lors de fêtes familiales de la viande séchée de Rottweiler ou du ragoût de Bouvier Bernois[réf. nécessaire], ce qui est parfaitement légal. S'appuyant comme en Chine sur la qualité nutritive de cette viande et sur ses vertus « fortifiantes », ces coutumes culinaires remonteraient au XVIIIe siècle, période de consommation aussi de viande de renard et de chat.
La consommation de viande de chien est courante en Asie (notamment en Corée, mais également en Chine et au Viêt Nam). Les conditions d'élevage des chiens de boucherie y sont souvent dénoncées par les associations de défense des animaux occidentales. Plusieurs pays d'Extrême-Orient (Hong Kong, les Philippines, Taïwan) ont interdit ce commerce.
En Inde, la consommation de viande de chien existe mais est très marginale. Elle est réservée aux plus basses castes d'intouchables. Le terme chandala, qui signifie « mangeurs de chien », est d'ailleurs utilisé pour désigner certaines castes parmi les plus impures.
Enfin, elle est considérée comme impure par le judaïsme et l'islam, et donc prohibée par ces religions.

##### Éléphant
Manger la viande de cet animal est interdit par le judaïsme et l'islam comme celle de quasiment tous les ongulés non-ruminants.
Ils sont chassés pour la viande en Afrique subsaharienne, cette chasse est critiquée par les ONG écologistes, car elle met en péril la survie de l'espèce, autant que le trafic d'ivoire.
Plus anecdotiquement, si les éléphants sont des animaux rares et exotiques en Europe, usuellement élevés par les zoos et les cirques, des situations de guerre ont pu imposer à la population de manger cette viande inhabituelle (comme au siège de Paris en 1870).

##### Kangourou
Le kangourou est un animal commun en Australie, et le plus grand des animaux natifs de ce continent. Aussi est-il chassé depuis des millénaires par les Aborigènes, puis par les premiers colons blancs.
Aujourd'hui, si certaines espèces devenues rares sont protégées, le Kangourou roux et quelques autres espèces sont communs et considérés comme « nuisibles », aussi sont-ils chassés en très grande quantité, leur viande est commercialisée sur le marché local, transformée pour l’alimentation animale, et parfois exportée jusqu'en Europe pour la vente au détail et la restauration,. Cette pratique est contestée par des associations de protection des animaux et de l'environnement, en Australie comme dans les pays où la viande de kangourou est importée.

##### Lapin et Lièvre
La viande de lapin est interdite par la tradition juive (Lévitique), de même que le lièvre, qui lui est apparenté. Elle est aussi interdite dans l'alévisme.
Dans un registre moins religieux, la viande de cet animal (et même l'évocation de son nom) est taboue dans le milieu des marins (les lapins rongeaient les cordages et le bois des bateaux), et aussi dans des pays à tradition maritime comme l'Angleterre.
Toutefois, il existe des spécialités à base de lapin dans la cuisine anglaise.

##### Ours
La viande d’ours est consommée dans certains pays, comme en Asie de l'Est, où des fermes élèvent ces animaux, dans des conditions souvent dantesques, pour en récolter la bile (utilisée comme ingrédient de médecine traditionnelle, notamment en Chine), mais aussi même dans les pays nordiques d’Europe et d’Amérique comme le Canada et la Finlande.
Elle est considérée comme impure par le judaïsme et l’islam ; cet interdit peut s'expliquer par des motifs sanitaires, en effet les ours sont souvent parasités par la trichine, les cas de contamination ne sont pas rares chez les personnes qui en mangent.
Plus récemment, l'exploitation des ours dans les fermes d'Asie, où ils sont souvent détenus dans des conditions misérables, a suscité le tollé des écologistes et des ONG, en Occident mais aussi en Asie.

##### Chameaux
Le chameau et le dromadaire sont des animaux domestiques courants chez les peuples des déserts d'Afrique du Nord et d'Asie. Mais le judaïsme interdit la consommation de leur chair. Toutefois, les nomades musulmans d'Afrique et d'Arabie en mangent parfois (selon l'anthropologue Marvin Harris, l'interdit serait assoupli car si les chameaux sont indispensables aux voyageurs dans les déserts, les hommes seraient forcés de les abattre et de les manger dans les cas extrêmes, en cas de famine).
Le kebab de chameau est un plat que l'on peut parfois rencontrer en Iran ou encore au Qatar.
Le lait de chamelle est également très consommé dans la péninsule arabique.

##### Porc
À la suite des proscriptions de la Torah, la viande de porc est interdite pour les juifs et les musulmans, mais aussi des mouvements chrétiens (comme les adventistes). Bible (Ancien Testament) et Coran contiennent de nombreuses formules décrivant le porc comme impur, et le tabou est toujours très répandu dans les pays à majorité musulmane.
Les raisons de cet interdit (et de sa puissance) sont diverses :
- symbolique négative (le porc est glouton et sale, il représente les bas instincts de l'Humanité)
- exposition aux maladies et parasites (notamment la trichine en pays tropical ou subtropical)
- inadaptation du porc aux climats arides du Proche-Orient et d'Arabie (thèse de Marvin Harris)
- sédentarité (incompatible avec la vie des peuples nomades)
- proximité physiologique entre l'homme et le porc (confirmée par les recherches récentes en biologie et médecine[105]), etc.

Inversement, le porc est très souvent élevé en Occident (le tabou sémitique du porc ne s'est pas répandu en Europe, en dehors des communautés juives, musulmanes et de certaines sectes) et en Extrême-Orient.
Le tabou est plus culturel que strictement religieux : chez les musulmans des Balkans et de l'ex-Union soviétique, de culture slave, albanaise… le porc est encore consommé de nos jours, malgré le développement récent du fondamentalisme religieux lié aux problèmes géopolitiques de la région, qui préconise l'application des préceptes du Coran,,.
En Afrique du Nord, il existe des élevages de porcs en Tunisie et au Maroc, destinés à l'hôtellerie, et aux étrangers, occidentaux ou asiatiques établis dans ces pays,. Cette filière, qui date du temps du protectorat français, est cependant menacée par certains oulémas et la forte augmentation de la viande importée.
À noter la consommation traditionnelle de viande de sanglier par les chasseurs, dans les montagnes d'Algérie.

##### Renne et caribou
Ces animaux fournissent une source de nourriture aux peuples nordiques (Scandinaves, peuples autochtones de Sibérie et du Canada), cette viande est parfois vendue dans des restaurants et épiceries « ethniques » d'Europe de l'Ouest et du Sud. Ces mets choquent une partie de la population britannique et américaine, habituée à l'associer au Père Noël.

##### Rongeurs

###### Cochons d’Inde
Dans leur patrie d'origine, l’Amérique du Sud, les cobayes ou cochons d'Inde sont élevés comme animal de boucherie (à la manière des lapins en France), sous le nom de cuy. Ce serait impensable en Europe ou en Amérique du Nord, bien que la référence à l'animal de boucherie subsiste dans plusieurs langues (à commencer par le français « cochon d'Inde » ou l'anglais « guinea pig »). Toutefois, la viande de cochon d'Inde a été consommée (comme tant d'autres) en Europe pendant la Seconde Guerre mondiale.

###### Capybaras et pacas
Plus exotiques encore, ces animaux sont mangés dans les communautés rurales sud-américaines (ils ne sont pas domestiqués pour l’heure). La proscription de la viande pendant le Carême, préconisée par le catholicisme, ne s'est pas appliquée au capybara (grand rongeur aquatique) - les missionnaires de retour d’Amérique l’avaient décrit comme un poisson.

###### Écureuil
L'écureuil n'est pas un gibier couramment apprécié en Europe, il est protégé dans de nombreux pays et suscite plutôt la sympathie de la population.
Toutefois, en Angleterre, une espèce introduite d'Amérique du Nord, l'Ecureuil gris, s'est récemment développée, allant jusqu'à mettre en danger la survie de l'Ecureuil roux autochtone. Face à cette menace écologique, certains Britanniques ont trouvé une parade inhabituelle : chasser, manger et commercialiser la viande de cet animal, ce qui permet d'en réduire la population.

###### Ragondin
Espèce sud-américaine, le Ragondin a fait une apparition récente (XXe siècle) dans la faune d'Europe, où il est souvent considéré comme un animal invasif, qui détruit les récoltes et sape les digues au bord des étangs et rivières.
Toutefois, il est consommé et commercialisé frais ou en pâté dans l'Ouest de la France ; le nom « ragondin » ayant une sonorité assez péjorative en français (évoquant le mot « rat »), il est parfois appelé, d'une manière plus poétique, « lièvre des marais ».

###### Rats et apparentés
Plusieurs espèces de rats et autres petits rongeurs sont mangés par les communautés rurales d'Asie et d'Afrique.
En Occident, le rat est au contraire associé à la saleté et aux ordures, on ne l'a mangé qu'en situation de guerre (l'épisode du siège de Paris en 1870 est très connu).
Toutefois, les loirs étaient engraissés par les Romains dans l'Antiquité ; ils seraient aussi chassés pour la nourriture dans quelques pays et régions d'Europe où ils sont abondants (Slovénie, Corse)
Au mois d'août 2008, un ministre de l'État indien du Bihar (un des plus pauvres de l'Inde) a encouragé la population à manger de la viande de rat ; cette proposition qui paraîtrait choquante pour un esprit occidental a pourtant une justification : les rats consommés dans ce pays proviennent pour l'essentiel des campagnes, ils se nourrissent des céréales (commettant de plus des dommages à l'agriculture), pas des déchets urbains.
Le ministre a aussi préconisé la création de fermes d'élevage de rats, et leur introduction dans les circuits commerciaux (restaurants, hôtels…).
En Afrique, l'élevage de l'aulacode Thryonomys swinderianus, un gros rongeur improprement appelé « rat des roseaux », est préconisé par plusieurs agences et organisations écologistes, car son élevage n'est pas cher, et l'espèce offre un bon rendement en viande, comparable à celui du lapin. Si cet animal est déjà consommé comme gibier en Afrique, son élevage offre plusieurs avantages :
- il est adapté aux climats africains, et résiste à beaucoup de maladies et parasites ;
- son élevage requiert peu de moyens matériels et financiers, il n'épuise pas les ressources naturelles comme celui du bétail traditionnel (bovins, caprins) ;
- il offre un substitut à la viande de brousse (singes, reptiles, antilopes), qui menace la survie de certaines espèces, et peut présenter des risques très graves pour la santé ;
- il offre une activité économique et un débouché aux éleveurs et agriculteurs africains, en milieu rural ou même périurbain[119],[120].

##### Singes
La viande de singe est un gibier (« viande de brousse ») couramment consommé en Afrique et Asie. De nombreuses espèces sont consommées, y compris les grandes espèces (chimpanzés, bonobos, gorilles),. La chasse est encouragée par la misère et l'instabilité politique de nombreux pays, qui empêche la mise en place de mesures de protection effective.
Cette pratique rencontre de plus en plus d'opposants, pour des raisons diverses :
- de nombreuses espèces de primates sont menacées d'extinction, la chasse pour la viande est un danger supplémentaire (en plus de la déforestation et du trafic pour alimenter les laboratoires, les zoos et les collectionneurs privés) ;
- la proximité physiologique entre le singe et l'homme entraîne souvent une réaction de dégoût (assimilation au cannibalisme)[123] ;
- plus encore, la consommation de viande de singe est suspectée de transmettre des maladies à l'homme (toujours du fait du cousinage génétique homme/singe), y compris le sida et la maladie à virus Ebola[122],[124],[125].

#### Oiseaux
Certaines espèces d'oiseaux (comme la poule) font partie de l'alimentation humaine dans de très nombreuses cultures, mais d'autres sont protégés par la coutume ou la loi, ou, plus rarement, suscitent le dégoût.

##### Oiseaux «impurs» dans la tradition juive
Le Lévitique dresse toute une liste d'oiseaux impurs, impropres à la consommation. La liste comprend des espèces très diverses rapaces : vautour, gypaète, orfraie, milan, corbeau, autruche, chat-huant, mouette, épervier, hibou, cormoran, chouette, ibis, pélican, cigogne, héron, huppe et chauve-souris.

##### Cygnes
En Angleterre, la chasse au cygne est prohibée, c'est un privilège royal. Tous les cygnes du pays appartiennent en théorie à la Couronne.

##### Pigeons
La viande de pigeon est populaire dans les pays méditerranéens (comme dans les pastillas du Maghreb), où cet oiseau est domestiqué ; et les pigeons sauvages sont souvent consommés dans de nombreux pays, ils sont une des cibles favorites des chasseurs amateurs.
Toutefois, les pigeons de ville suscitent souvent la répulsion (péjorativement appelés rats volants), et sont d’ailleurs impropres à la consommation car porteurs de maladies (salmonellose, chlamydiose).
La chasse au pigeon sauvage, et aux espèces apparentées, provoque quant à elle des conflits répétés entre chasseurs et écologistes dans le Sud-Ouest de la France.

##### Corbeaux
Les corbeaux, oiseaux charognards, sont méprisés dans beaucoup de pays, et à plus forte raison, la consommation de leur viande. En temps de disette ou de guerre, on a cependant mangé du jeune corbeau (le corbeau adulte est littéralement immangeable car trop coriace même après des heures de cuisson). Le corbeau était tarifé par les offices de ravitaillement de certaines villes, pendant la guerre de 1914-1918, au même titre que les œufs ou les rats.
En anglais, l'expression to eat crow (« manger du corbeau ») signifie « être contraint à quelque chose d'humiliant » (équivalent de l'expression française « avaler des couleuvres »). Les Anglais confectionnent cependant du Rook-pie (pâté de corbeau freux) avec l'estomac du volatile.
En Inde, le peuple nomade kakmara se désigne comme le peuple des « chasseurs de corbeau » (kak désignant le corbeau et mara le chasseur). Cette désignation illustre le fait que la consommation de cette espèce est très marginale.

##### Passereaux
La chair de petits passereaux (merles, fauvettes, rouges-gorges) est appréciée dans les campagnes d'Europe occidentale, d'Afrique du Nord, de Chine… En témoigne notamment le proverbe français « Faute de grives, on mange des merles. »
Cette pratique suscite parfois l'étonnement ou le dégoût des personnes non habituées : entre autres, la stupéfaction des citadins marseillais devant les brochettes de petits oiseaux consommées par les campagnards est relatée dans La Gloire de mon père de Marcel Pagnol. Elle a tendance à être prohibée par la loi de nombreux pays, dans l'Union européenne en particulier.

#### Poissons
Les poissons, ou certaines de leurs espèces, sont tabous dans plusieurs civilisations :
- en Afrique, plusieurs peuples considèrent que le poisson est (ou était) un animal tabou pour tout ou partie de la population (interdit aux femmes enceintes dans certaines cultures)[128].
- certaines espèces de poissons (« sans nageoires ni écailles » comme l'anguille, le poisson-chat, le requin) sont interdites par le judaïsme[52].
- selon Jared Diamond, les Vikings établis sur la côte du Groenland refusaient de consommer le poisson, et n'auraient de la sorte pas pu survivre au refroidissement climatique qui décima leurs cultures et leurs troupeaux (théorie fondée sur la rareté des déchets de poissons et des équipements de pêche observée dans les sites archéologiques vikings de ce pays)[129]. D'après les thèses de Diamond, ce tabou aurait pu apparaître à l'occasion d'un cas d'intoxication, accidentel ou répété, à la suite de l'ingestion de poissons par un ou des membres de la communauté, et s'être ensuite généralisé et transmis d'une génération à une autre. Est évoqué également l'attachement fort à l'identité Européenne des colons norvégiens. Ceux-ci auraient refusé d'abandonner leur héritage d'éleveurs agriculteurs, partie importante de leur identité et raison de leur puissance et longévité. Ils auraient également refusé d'imiter les sociétés Inuits basées sur la pêche car celles ci étaient vues comme primitives et inférieures[130].

### Organismes génétiquement modifiés (OGM)
Pour un article plus général, voir organismes génétiquement modifiés.
Le développement des cultures génétiquement modifiées à travers le monde provoque l’anxiété des consommateurs comme des écologistes et de militants divers (altermondialistes, etc.) face aux risques potentiels de leur ingestion (mais aussi de leurs effets sur l'environnement ou bien sur les structures sociales paysannes).
Les OGM suscitent une forte opposition dans les populations et les milieux politiques d’Europe, mais aussi du Canada, du Japon voire des États-Unis, d'autant que leur commercialisation est intervenue peu après les nombreux scandales sanitaires des années 1980 et 1990 (vache folle, dioxine…).